# Simon Ostrovsky
Pour les articles homonymes, voir Ostrovski (homonymie).
 (mars 2024).
Le contenu est difficilement compréhensible vu les erreurs de traduction, qui sont peut-être dues à l'utilisation d'un logiciel de traduction automatique.
 (mars 2024).
La mise en forme du texte ne suit pas les recommandations de Wikipédia : il faut le « wikifier ».
Les points d'amélioration suivants sont les cas les plus fréquents. Le détail des points à revoir est peut-être précisé sur la page de discussion.
- Les titres sont pré-formatés par le logiciel. Ils ne sont ni en capitales, ni en gras.
- Le texte ne doit pas être écrit en capitales (les noms de famille non plus), ni en gras, ni en italique, ni en « petit »…
- Le gras n'est utilisé que pour surligner le titre de l'article dans l'introduction, une seule fois.
- L'italique est rarement utilisé : mots en langue étrangère, titres d'œuvres, noms de bateaux, etc.
- Les citations ne sont pas en italique mais en corps de texte normal. Elles sont entourées par des guillemets français : « et ».
- Les listes à puces sont à éviter, des paragraphes rédigés étant largement préférés. Les tableaux sont à réserver à la présentation de données structurées (résultats, etc.).
- Les appels de note de bas de page (petits chiffres en exposant, introduits par l'outil «  Source ») sont à placer entre la fin de phrase et le point final[comme ça].
- Les liens internes (vers d'autres articles de Wikipédia) sont à choisir avec parcimonie. Créez des liens vers des articles approfondissant le sujet. Les termes génériques sans rapport avec le sujet sont à éviter, ainsi que les répétitions de liens vers un même terme.
- Les liens externes sont à placer uniquement dans une section « Liens externes », à la fin de l'article. Ces liens sont à choisir avec parcimonie suivant les règles définies. Si un lien sert de source à l'article, son insertion dans le texte est à faire par les notes de bas de page.
- La présentation des références doit suivre les conventions bibliographiques. Il est recommandé d'utiliser les modèles {{Ouvrage}}, {{Chapitre}}, {{Article}}, {{Lien web}} et/ou {{Bibliographie}}. Le mode d'édition visuel peut mettre en forme automatiquement les références.
- Insérer une infobox (cadre d'informations à droite) n'est pas obligatoire pour parachever la mise en page.

Pour une aide détaillée, merci de consulter Aide:Wikification.
Si vous pensez que ces points ont été résolus, vous pouvez retirer ce bandeau et améliorer la mise en forme d'un autre article.
Simon Ostrovsky (russe : Симон Островский), né le 2 février 1981 à Moscou, un cinéaste documentaire et journaliste russo-américain. Mieux connu pour sa couverture de la guerre russo-ukrainienne pour VICE News, il a largement médiatisé les événements qui se sont déroulés en Ukraine en 2014, alors que les tensions politiques croissantes entre l'Ukraine et la Russie ont culminé avec l'annexion de la Crimée par la Russie et le déclenchement de la guerre du Donbass de 2014.
En avril 2014, Ostrovsky a été kidnappé par des séparatistes pro-russes après l'avoir identifié comme une personne d'intérêt à un point de contrôle de la ville ukrainienne de Sloviansk ; il a été retenu en otage et torturé pendant trois jours avant d'être libéré alors que les forces séparatistes se retiraient face à une contre-offensive militaire ukrainienne autour de la ville. Plus tard, en 2015, il tourne Selfie Soldiers, un documentaire dans lequel il suit la présence sur les réseaux sociaux d'un soldat russe sur le front du Donbass, à une époque où la Russie niait avoir toute présence militaire sur le continent. Ostrovsky travaille désormais comme envoyé spécial pour PBS NewsHour.
Il a remporté un Emmy Award en 2013 pour son travail avec VICE Media et sa série Russian Roulette a été nommée pour deux Emmy Awards. Il a également reçu le prix Alfred I. duPont-Columbia University.

## Carrière
Ostrovsky a commencé sa carrière dans la réalisation de films documentaires en 2007 après avoir passé six ans comme journaliste dans la presse écrite en Russie, où il a couvert la Russie pour le Moscow Times, puis la Géorgie, l'Arménie et l'Azerbaïdjan pour l'agence de presse française Agence France-Presse.
En 2007, Ostrovsky a produit un documentaire exclusif pour BBC Newsnight sur le travail des enfants parrainé par le gouvernement dans l'industrie cotonnière de l'Ouzbékistan, qu'un câble de l'ambassade américaine, publié par Wikileaks, attribue à la relance de la campagne mondiale contre le coton ouzbek. Ostrovsky a retracé les chaînes d'approvisionnement de détaillants multinationaux de vêtements comme Topshop, Walmart et H&M jusqu'en Ouzbékistan, ce qui a conduit de nombreux acheteurs de coton occidentaux à finalement boycotter le pays.
En 2009, Ostrovsky a dénoncé l'utilisation de travailleurs Nord-Coréens dans des camps de travail en Russie pour l'émission de la BBC Newsnight et a lié leurs opérations au Russian Timber Group, une société détenue et exploitée par la riche famille britannique Hambro, qui payait le régime nord-coréen pour utiliser ses travailleurs en Russie.
Il a visité de nouveau ces camps avec le fondateur de VICE Media, Shane Smith, en 2011, et a coproduit un nouveau reportage pour la série d'informations documentaires de VICE sur HBO sur la fuite des transfuges de Corée du Nord en 2013.
Ostrovsky a largement parlé de la pratique nord-coréenne consistant à envoyer des citoyens travailler à l'étranger. Dans un papier pour le quotidien britannique Independent, il a décrit comment une « main-d'œuvre nord-coréenne composée de plusieurs dizaines de milliers de personnes, déployée dans toute l'Asie », a contribué à financer le régime de Pyongyang par le biais d'accords avec des entreprises occidentales.
En 2013, VICE Media a embauché Ostrovsky comme producteur pour la deuxième saison de VICE sur HBO, où il a aidé le programme à remporter un Emmy dans la catégorie « série d'information exceptionnelle ».
Début 2014, il a contribué au lancement du nouveau département d'actualités de l'entreprise, VICE News, avec son travail d'investigation sur les soupçons de corruption en lien avec Jeux olympiques d'hiver de 2014 à Sotchi  et sa couverture de la crise de 2014 en Ukraine. Sa série de reportages vidéo sans fard en provenance d'Ukraine intitulée « Russian Roulette »  a valu à VICE News une large reconnaissance en tant qu'acteur prenant une place importante dans le paysage médiatique. La série a été nommée pour deux Emmys, a remporté deux Webby Awards en 2015, les AIB Media Excellence Awards et les Lovie Awards.
En 2017, CNN a embauché Ostrovsky dans son unité d'enquête élargie, qui comprend également le journaliste d'investigation chevronné Carl Bernstein.
En 2018, Ostrovsky a rejoint la start-up médiatique Coda Media en tant que rédacteur en chef des enquêtes et a commencé à contribuer à PBS Newshour,.

### Enlèvement en 2014 par des militants pro-russes en Ukraine
Le 21 avril 2014, alors qu'il réalisait « Russian Roulette », une série de reportages pour Vice News dans l'est de l'Ukraine, le véhicule d'Ostrovsky a été arrêté à un poste de contrôle séparatiste dans la ville de Sloviansk. L'un des rebelles a identifié Ostrovsky comme une personne d'intérêt grâce à une image imprimée, avant de l'emmener captif sous la milice du leader séparatiste pro-russe, Vyacheslav Ponomarev, qui a déclaré plus tard qu'il détenait Ostrovsky pour un potentiel échange. "Nous avons besoin de prisonniers. Nous avons besoin d'une monnaie d'échange", aurait déclaré Ponomarev au Moscow Times.
Ostrovsky a été emprisonné pendant trois jours, au cours desquels il a été détenu dans une cave, battu et interrogé. Ostrovsky a décrit cette épreuve comme « les trois pires jours de ma vie » dans un récit qu'il a rédigé pour le journal canadien Globe and Mail.
Dans l'article, Ostrovsky a écrit : « Un chapeau a été mis sur ma tête et scotché sur mes yeux. Mes bras ont été étroitement tirés derrière mon dos et scotchés ensemble également. J'ai été conduit dans un escalier et jeté dans une pièce vide et humide. … J'ai reçu des coups de poing et de pied dans les côtes et je suis tombé au sol ».
Juste avant son arrestation, Ostrovsky enquêtait sur l'implication de citoyens russes dans les groupes armés pro-russes de l'est de l'Ukraine, ce que les forces séparatistes essayaient de cacher au début du conflit, selon une déposition vidéo qu'il a faite pour VICE News à la suite de sa libération. Il avait également assisté à plusieurs conférences de presse de Ponomarev où le chef rebelle avait menacé des journalistes.
Le 24 avril, la détention d'Ostrovsky a suscité une attention médiatique mondiale de grande ampleur. La situation sécuritaire autour de Sloviansk avait commencé à se détériorer, à mesure que les forces ukrainiennes atteignaient la périphérie de la ville et commençaient à engager des unités séparatistes avec des véhicules blindés. Vers 18 heures, Ostrovsky a été libéré par ses ravisseurs. Environ « cinq minutes » après sa libération, il a croisé une équipe de médias canadiens, qui l'a aidé à s'échapper de la ville après avoir donné une brève interview. Cependant, plus tard dans la journée, Ponomarev a déclaré, faussement ou sans le savoir, aux médias qu'Ostrovsky était toujours captif.[réf. nécessaire]

### Soldats selfies(2015)
Selfie Soldiers: Russia Checks in to Ukraine est un reportage d'investigation vidéo de 2015 sur la présence militaire russe en Ukraine, rapportée et produite par Ostrovsky. Le documentaire suit les pas d'un soldat imprudent de l'armée russe alors qu'il se rend de Russie au champ de bataille de l'est de l'Ukraine, à l'aide de selfies et d'autres photographies que le soldat a lui-même mises en ligne. Selfie Soldiers se différentie d'autres enquêtes similaires sur les publications de soldats sur les réseaux sociaux parce qu'Ostrovsky reproduit lui-même les photos pour démontrer clairement qu'il a personnellement visité les lieux où les photos du soldat russe ont été prises en Ukraine et en Russie. Le film a reçu le prestigieux prix Alfred I. duPont-Columbia University pour son « reportage innovant » et un prix de l'American Society of Magazine Editors pour « son utilisation exceptionnelle de la vidéo » en 2016.

## Récompenses
| Date | Prix                                                            | Réf(s) |
| ---- | --------------------------------------------------------------- | ------ |
| 2013 | Emmy - Série d'informations exceptionnelle                      |        |
| 2015 | Webby Award - Actualités et politique : série                   |        |
| 2015 | Webby Award - Actualités et politique : épisode individuel      |        |
| 2015 | Prix AIB - Bref reportage d'actualité                           |        |
| 2015 | Lovie Award - Meilleure personnalité/hôte Web                   |        |
| 2016 | Prix DuPont Columbia University pour le journalisme             |        |
| 2016 | Prix ASME (Ellie) - Prix Vidéo                                  |        |
| 2016 | Webby Honoree - Film et vidéo en ligne, actualités et politique |        |
| 2023 | Prix DuPont Columbia University pour le journalisme             |        |
| 2023 | Prix David Kaplan de l'Overseas Press Club - Citation           |        |

## Voir également
- Siège de Sloviansk